# Metopius sicheli
Metopius sicheli là một loài tò vò trong họ Ichneumonidae.